# Vision Quest (minissérie)
Vision Quest é o título provisório de uma futura série de televisão estadunidense criada por Terry Matalas para o Disney+, baseada no personagem Visão, da Marvel Comics. Será uma das séries de televisão do Universo Cinematográfico Marvel (MCU) produzida pela Marvel Studios, por meio de seu selo Marvel Television, compartilhando continuidade com os filmes da franquia e é um spin-off da série WandaVision (2021). Matalas é o showrunner e o diretor.
Paul Bettany reprisa seu papel como Visão, de produções anteriores do MCU, estrelando ao lado de James Spader, Todd Stashwick, Ruaridh Mollica, T'Nia Miller e Emily Hampshire. O desenvolvimento de uma série centrada no Visão começou em outubro de 2022, quando era conhecida como Vision Quest. Jac Schaeffer foi contratada como roteirista principal para desenvolver a série como um spin-off de WandaVision, do MCU, mas ela não estava mais envolvida em maio de 2024. Naquela época, Matalas estava desenvolvendo a série e Bettany foi confirmado como parte do projeto. As filmagens começaram em março de 2025 no Pinewood Studios, em Londres, com Christopher J. Byrne, Gandja Monteiro, Vincenzo Natali e Matalas dirigindo episódios, e duraram até o final de julho. Ao longo da produção, foi revelado a escalação de vários outros personagens de IA, incluindo alguns que retornaram de projetos anteriores do MCU.
Vision Quest está programado para estrear no Disney+ em 2026. Fará parte da Fase Seis do MCU.

## Elenco
- Paul Bettany como Visão:
Um androide e ex-Vingador criado usando as inteligências artificiais J.A.R.V.I.S. e Ultron, assim como a Joia da Mente. O personagem foi morto no filme Avengers: Infinity War (2018), do Universo Cinematográfico Marvel (MCU), e depois ressuscitado, com uma aparência toda branca e sem memórias ou emoções, na minissérie WandaVision (2021), do Disney+.[4] O showrunner Terry Matalas comparou a jornada do personagem nesta série à do personagem Spock, de Star Trek, no filme Star Trek IV: The Voyage Home (1986), com Visão lutando para se conectar com suas antigas memórias após sua ressurreição.[5]
- James Spader como Ultron:
Uma inteligência artificial criada por Tony Stark / Homem de Ferro e Bruce Banner / Hulk para um programa de manutenção de paz, que desenvolveu um complexo de deus e tentou erradicar a humanidade como um androide senciente, antes de ser aparentemente destruído por Visão no filme Avengers: Age of Ultron (2015).[1] Matalas disse que o personagem retornaria de uma "forma incrível e única" na série.[6]
- Todd Stashwick como Paladino:
Um caçador de recompensas que está caçando Visão.[5] Matalas comparou Paladino ao caçador de recompensas de Star Wars, Boba Fett. Stashwick disse que ele é um cara durão e parecido com papéis anteriores que Matalas havia escrito para ele.[6]
- Ruaridh Mollica como Tucker.[7]
- T'Nia Miller como Jocasta: Uma robô astuta e poderosa movida pela vingança.[8]
- Emily Hampshire como E.D.I.T.H.:
Uma IA criada por Stark que opera um sistema de segurança e defesa em realidade aumentada. Após a morte de Stark no filme Avengers: Endgame (2019), o controle de E.D.I.T.H. foi brevemente passado para Peter Parker no filme Spider-Man: Far From Home (2019).[9]
- Orla Brady como F.R.I.D.A.Y.: Uma IA criada por Stark para substituir J.A.R.V.I.S..[5]

Além disso, Faran Tahir reprisa seu papel como Raza, o líder da facção dos Dez Anéis que sequestrou Stark no filme Iron Man (2008). Raza foi aparentemente morto por Obadiah Stane no filme.

## Episódios
A série consistirá em oito episódios, com Christopher J. Byrne dirigindo o primeiro e o segundo, Gandja Monteiro dirigindo o terceiro e o quarto, e Terry Matalas dirigindo o sétimo e o oitavo. Vincenzo Natali também dirigiu episódios da série.

## Produção

### Plano de fundo
Em março de 2009, a Marvel Studios contratou roteiristas para ajudar a criar maneiras criativas de lançar suas propriedades menos conhecidas, incluindo Visão. Paul Bettany foi escalado como a encarnação do personagem no Universo Cinematográfico Marvel (MCU) para o filme Avengers: Age of Ultron (2015). Esta versão do personagem foi parcialmente criada a partir da inteligência artificial (IA) J.A.R.V.I.S., que foi dublada por Bettany em filmes anteriores do MCU. Após a morte de Visão no filme Avengers: Infinity War (2018), foi revelado que Bettany interpretaria uma versão remontada e reativada na série WandaVision (2021), do Disney+, conhecido como "Visão Branco" ou "O Visão". Esta versão tem uma aparência toda branca, semelhante a quando o personagem dos quadrinhos foi ressuscitado com um corpo todo branco e sem memórias ou emoções.
Em maio de 2021, a roteirista principal de WandaVision, Jac Schaeffer, assinou um contrato geral de três anos com a Marvel Studios para desenvolver projetos adicionais do Disney+ para o estúdio. Em outubro de 2022, eles estavam desenvolvendo uma série de televisão chamada Vision Quest, que se concentraria no "Visão Branco" de Bettany. Schaeffer foi escalada para ser roteirista principal após trabalhar em Agatha All Along (2024), outra série derivada de WandaVision. O desenvolvimento de uma série centrada no Visão já havia sido comentada em março de 2021. O nome "Vision Quest" foi usado anteriormente para uma história da Marvel Comics em West Coast Avengers vol. 2 #42–45 (1988–89), embora não estivesse claro se a série seria uma adaptação direta desse quadrinho. Uma sala de roteiristas foi definida para ser formada no início de novembro de 2022, para incluir Peter Cameron, Megan McDonnell e Eileen Shim; Cameron e McDonnell trabalharam em WandaVision, Agatha All Along e outras produções do MCU. Esperava-se que Vision Quest acompanhasse "Visão Branco" enquanto ele tenta recuperar suas memórias e humanidade, com potencial de Elizabeth Olsen reprisar seu papel como Wanda Maximoff / Feiticeira Escarlate.

### Desenvolvimento

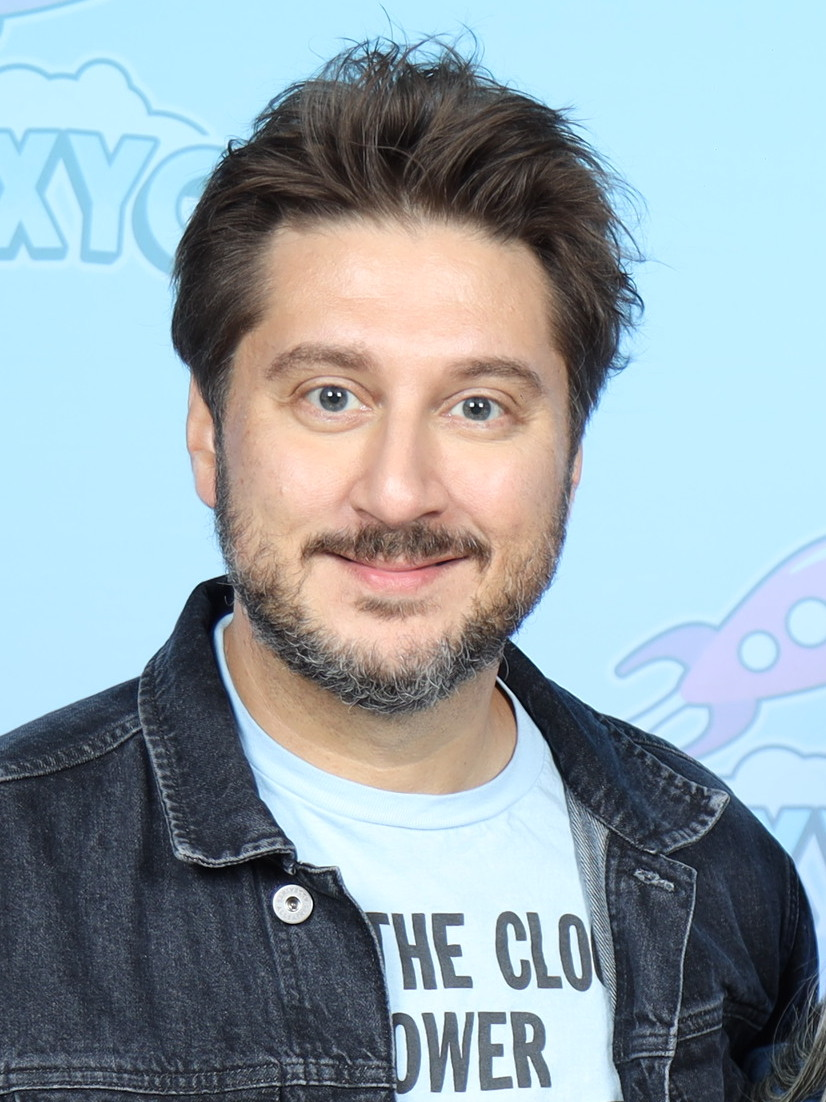
O showrunner Terry Matalas foi contratado para desenvolver a série em maio de 2024.

Em outubro de 2023, a Marvel Studios mudou sua filosofia criativa para um processo de desenvolvimento televisivo mais tradicional, afastando-se dos roteiristas principais e começando a contratar showrunners dedicados para suas séries. Schaeffer não estava mais desenvolvendo Vision Quest em maio de 2024, devido ao seu foco em fazer Agatha All Along, e Terry Matalas estava redesenvolvendo a série e definido para atuar como seu showrunner. A Marvel Studios contratou Matalas após ficar impressionada com seu trabalho na terceira temporada de Star Trek: Picard (2023), com o presidente da Marvel Studios, Kevin Feige, sendo um fã particular da franquia Star Trek. Matalas também dirige a série, ao lado de Christopher J. Byrne, Vincenzo Natali, e a diretora de um episódio de Agatha All Along, Gandja Monteiro.
Matalas se encontrou com Schaeffer ao ingressar no projeto e Winderbaum disse que seria uma "carta de amor" ao trabalho que Schaeffer havia feito, mas que ainda seria único para Matalas. A série ainda era chamada pela Marvel de Vision Quest, mas o The Hollywood Reporter tinha notado que este não era seu título oficial; a Disney se referiu a ela simplesmente como Vision em maio de 2025, embora a Variety tenha notado que um título oficial ainda não havia sido anunciado. A série ainda estava planejada para concluir a trilogia de séries que começou com WandaVision e continuou com Agatha All Along. Mary Livanos, da Marvel Studios, que trabalhou nas duas primeiras séries, retorna como produtora executiva, ao lado de Trevor Waterson, enquanto Roopesh Parekh é o produtor. A série está sendo lançada sob o selo "Marvel Television" da Marvel Studios.

### Roteiro
Uma sala de roteiristas foi aberta durante a semana de 20 de maio de 2024, com Chris Monfette, Michael A. Taylor, Cindy Appel e Matt Okumura como roteiristas da série, ao lado de Matalas. A série se passa após os eventos de WandaVision, e foca nas várias IAs do MCU.

### Elenco
Bettany foi confirmado para reprisar seu papel como Visão na série com a notícia de sua reformulação em maio de 2024. Em agosto, James Spader foi escalado para reprisar seu papel como Ultron, do filme Avengers: Age of Ultron (2015). Todd Stashwick, que trabalhou anteriormente com Matalas nas séries de televisão 12 Monkeys (2015–2018) e Picard, juntou-se ao elenco no mês seguinte. Foi relatado que ele interpretaria um assassino que está caçando Visão por sua tecnologia. Em janeiro de 2025, foi revelado que Faran Tahir reprisaria seu papel como Raza, do filme Iron Man (2008). Ruaridh Mollica foi escalado como Tucker no mês seguinte. Em maio, T'Nia Miller foi escalada para um papel que se acredita ser Jocasta. Logo depois, Emily Hampshire foi revelada como a personagem chave E.D.I.T.H., uma IA introduzida no filme  Spider-Man: Far From Home (2019), onde foi dublada pela editora assistente Dawn Michelle King. Em agosto, Matalas revelou que Stashwick interpretaria o personagem dos quadrinhos Paladino, e que a estrela de Picard, Orla Brady, interpretaria a IA F.R.I.D.A.Y., substituindo Kerry Condon, que dublou a personagem em vários filmes do MCU.

### Design
Will Hughes-Jones é o designer de produção da série. Sarah Young é a figurinista da série, depois de trabalhar como assistente de figurino em Age of Ultron.

### Filmagem
As filmagens começaram em 14 de março de 2025, no Pinewood Studios, em Londres, sob o título provisório Tin Man, com Byrne, Monteiro, Natali e Matalas dirigindo. Christopher Ross, Neville Kidd e Ben Smithard como diretores de fotografia. As filmagens ocorreram em Londres e arredores. As filmagens terminaram no final de julho de 2025. Um mês depois, Matalas indicou que a produção duraria sete meses.

### Pós-produção
Amelia Allwarden é a editora, depois de trabalhar anteriormente na série Echo (2024), da Marvel Studios.

## Marketing
Imagens da série foram incluídas em um vídeo promocional exibido na apresentação do upfront da Disney em maio de 2025.

## Lançamento
Vision Quest está programada para estrear no Disney+ em 2026, e consistirá em oito episódios. Fará parte da Fase Seis do MCU.